# Национално благо: Књига тајни
Национално благо: Књига тајни (енгл. National Treasure: Book of Secrets) амерички је авантуристички филм из 2007. године, снимљен у режији Џона Тиртелтоба и продукцији Џерија Бракхајмера. Ово је наставак филма Национално благо из 2004. године и други део истоименог филмског серијала. У главним улогама били су Николас Кејџ, Дијана Кригер, Џастин Барта, Џон Војт, Харви Кајтел, Ед Харис, Брус Гринвуд и Хелен Мирен.
Премијера филма је одржана 13. децембра 2007. године у Њујорку, а Walt Disney Studios Motion Pictures је филм званично објавио у Северној Америци 21. децембра исте године. Као и његов претходник, филм је добијао мешовите критике, али је био финансијски успешан, достижући преко 457,4 милиона долара широм света.

## Радња
Прича почиње убиством америчког председника Абрахама Линколна 142 године пре дешавања радње филма. Његов убица, Џон Вилкс Бут, водио је дневник ком је недостајало 18 страница када је нађен. У тим страницама сакривено је решење завере која сеже широм планете и открића у која свет није спреман да поверује. Бенџамин „Бен” Гејтс покушава да открије истину о убиству Абрахама Линколна и пронађе легендарни златни град. Уз помоћ свог најбољег пријатеља Рајлија Пула, девојке Абигејл Чејс и оца Патрика Гејтса он отима председника САД-а који му открива локацију тајне председничке књиге, књиге за коју само амерички председници знају. Касније уз помоћ Бенове мајке, Емили Еплтон, и Мича Вилкинсона, који се невољно удружио са њима, проналазе златни град испод Маунт Рашмора.

## Улоге
| Лик                       | Глумац/ица      |
| ------------------------- | --------------- |
| Бенџамин „Бен” Гејтс      | Николас Кејџ    |
| Рајли Пул                 | Џастин Барта    |
| Абигејл Чејс              | Дијана Кригер   |
| Патрик Гејтс              | Џон Војт        |
| Емили Еплтон              | Хелен Мирен     |
| Мич Вилкинсо              | Ед Харис        |
| Специјални агент Садуски  | Харви Кајтел    |
| Специјални агент Хендрикс | Армандо Ријеско |
| Специјални агент Спелман  | Алисија Копола  |
| Доктор Николс             | Алберт Хол      |
| Председник САД-а          | Брус Гринвуд    |
| Конор                     | Тај Барел       |